# Aleksandr Priwałow
Aleksandr Wasiljewicz Priwałow (ros. Александр Васильевич Привалов, ur. 6 sierpnia 1933 w Moskwie, zm. 19 maja 2021) – radziecki biathlonista, dwukrotny medalista olimpijski i dwukrotny medalista mistrzostw świata.

## Życiorys
Z patrolem wojskowym (pierwowzorem biathlonu) po raz pierwszy zetknął się podczas służby w wojsku. Na arenie międzynarodowej po raz pierwszy pojawił się w 1959 roku, kiedy podczas mistrzostw świata w Courmayeur w biegu indywidualnym zajął 11. miejsce. Podczas rozgrywanych rok później VIII Zimowych Igrzysk Olimpijskich w Squaw Valley zdobył brązowy medal, przegrywając tylko ze Szwedem Klasem Lestanderem i Anttim Tyrväinenem z Finlandii. Był to pierwszy w historii medal olimpijski w biathlonie dla Związku Radzieckiego.
Podczas mistrzostw świata w Umeå w 1961 roku, wspólnie z Walentinem Pszenicynem i Dmitrijem Sokołowem zdobył wicemistrzostwo świata w drużynie. Ponadto w biegu indywidualnym również zajął drugie miejsce, plasując się za Finem Kalevim Huuskonenem a przed jego rodakiem, Paavo Repo. Jeszcze trzykrotnie startował w zawodach tego cyklu, jednak ani razu nie znalazł się w czołowej dziesiątce.
Ostatni sukces osiągnął podczas IX Zimowych Igrzysk Olimpijskich w Innsbrucku w 1964 roku, zdobywając srebrny medal w biegu indywidualnym.  Wyprzedził go tylko rodak – Władimir Miełanjin, a trzecie miejsce zajął Olav Jordet z Norwegii. Pierwotnie zarówno Aleksandrowi Priwałowowi jak i Olavowi Jordetowi przypisano po jednym niecelnym strzale, przy czym Norweg był szybszy w biegu i to on zajmował drugie miejsce. Po kontroli na strzelnicy pudło Aleksandra Priwałowa zamieniono na trafienie, co przesunęło go na drugie miejsce. Podczas mistrzostw świata w 1965 w Elverum zdobył brązowy medal w sztafecie 4 ×7.5 km, ale była to konkurencja nieoficjalna (od następnych mistrzostw zastąpiła rywalizację drużynową).
Po zakończeniu kariery pracował jako trener. W latach 1966–1991 prowadził reprezentację Związku Radzieckiego. W latach 1991–1994 opiekował się żeńską reprezentacją Rosji, następnie w latach 1995–1997 kierował reprezentacją Polski.
Został odznaczony między innymi medalem „Za pracowniczą dzielność”, medalem „Za pracowniczą wybitność”, Orderem Przyjaźni Narodów, Orderem Czerwonego Sztandaru Pracy i dwukrotnie Orderem „Znak Honoru”.

## Osiągnięcia

### Igrzyska olimpijskie
| Rok  | Miejscowość  | Konkurencje | Konkurencje | Konkurencje | Konkurencje | Konkurencje | Konkurencje | Konkurencje |
| Rok  | Miejscowość  | IN          | SP          | PU          | MS          | RL          | MR          | SR          |
| ---- | ------------ | ----------- | ----------- | ----------- | ----------- | ----------- | ----------- | ----------- |
| 1960 | Squaw Valley | 3.          | nd.         | nd.         | nd.         | nd.         | nd.         | –           |
| 1964 | Innsbruck    | 2.          | nd.         | nd.         | nd.         | nd.         | nd.         | –           |

### Mistrzostwa świata
| Rok  | Miejscowość            | Konkurencje | Konkurencje | Konkurencje | Konkurencje | Konkurencje | Konkurencje | Konkurencje |
| Rok  | Miejscowość            | IN          | SP          | PU          | MS          | RL          | MR          | SR          |
| ---- | ---------------------- | ----------- | ----------- | ----------- | ----------- | ----------- | ----------- | ----------- |
| 1959 | Courmayeur             | 11.         | nd.         | nd.         | nd.         | –           | nd.         | –           |
| 1961 | Umeå                   | 2.          | nd.         | nd.         | nd.         | 2.          | nd.         | –           |
| 1962 | Hämeenlinna            | 12.         | nd.         | nd.         | nd.         | –           | nd.         | –           |
| 1965 | Elverum                | 16.         | nd.         | nd.         | nd.         | –           | nd.         | –           |
| 1966 | Garmisch-Partenkirchen | 11.         | nd.         | nd.         | nd.         | –           | nd.         | –           |